# Philippe Bouchet
Philippe Bouchet (rođen 1953.) francuski je biolog čija su primarna znanstvena područja studija malakologija (proučavanje mekušaca) i taksonomija. Radi u Muséum National d'Histoire Naturelle u Parizu. Također je povjerenik Međunarodne komisije za zoološku nomenklaturu.
Bouchet je 2005. s malakologom Jean-Pierreom Rocroijem objavio Taksonomiju puževa, koja je postavila novu taksonomiju puževa.

## Profesionalna postignuća
Bouchet je viši profesor na Muséum National d'Histoire Naturelle u Parizu i tamo je voditelj Malakološkog laboratorija i Jedinice za taksonomske zbirke. Također je jedan od povjerenika Međunarodne komisije za zoološku nomenklaturu i član je ICZN-a od 1990.
Philippe Bouchet je suurednik nekoliko svezaka u seriji Tropical Deep-Sea Benthos. 
Godine 2005. Bouchet je, zajedno s Jean-Pierreom Rocroijem, bio viši autor (urednik) taksonomije Gastropoda, objavljene u radu pod naslovom "Klasifikacija i nomenklator obitelji Gastropoda" objavljenom u časopisu Malacologia. 
Bouchet je voditelj projekta imenom Panglao bioraznolikosti mora iz 2004. godine.

## Nagrade
Godine 2001. Bouchet je dobio nagradu za pomorske znanosti Francuske akademije znanosti za svoj rad o vertikalnoj migraciji ličinki puževa.